# Xysticus cunctator
Xysticus cunctator là một loài nhện trong họ Thomisidae.
Loài này thuộc chi Xysticus. Xysticus cunctator được Tord Tamerlan Teodor Thorell miêu tả năm 1877.